# Museum für Wasser, Bad und Design
Das Museum für Wasser, Bad und Design (auch: Hansgrohe-Museum) ist ein privates Museum des Sanitärunternehmens Hansgrohe, das am Firmensitz im baden-württembergischen Schiltach betrieben wird.

## Geschichte und Ausrichtung
Das Museum wurde 1997 am Stammsitz des Unternehmens gegründet.  2002 wurde die Ausstellung in die Schiltacher Aue verlegt und war bis zur Neueröffnung als Wanderausstellung in Deutschland unterwegs. Unter anderem war die Ausstellung im Deutschen Museum in München, im Museum der Alltagskultur, in Schloss Waldenbuch und im Altonaer Museum in Hamburg zu sehen. Seit 2007 ist das Museum in das Schulungs- und Ausstellungszentrum Hansgrohe-Aquademie eingebunden.
Das Museum soll die europäische Badekultur seit dem Mittelalter zeigen, weiter die Entwicklung des Sanitärhandwerks vom Klempner zum Installateur und die Geschichte der Wasserversorgung. Auch die Unternehmensgeschichte von Hansgrohe wird dargestellt. Anhand von historischen Exponaten werden 700 Jahre „Badkultur“ präsentiert, von der Waschschüssel über die Badewanne bis hin zur modernen Dusche.

## Exponate
Eine Klempnerwerkstatt aus dem Jahr 1910 lässt anhand der alten Werkzeuge erahnen, mit welchem handwerklichen Geschick Küchengeräte, Laternen und Gefäße damals produziert wurden. Sie liefert zudem Informationen zur Entstehung des Sanitärfachhandwerks. Historische Badewannen aus Kupfer, auf Hochglanz poliert oder kunstvoll mit Mahagoni verkleidet, vermitteln einen Eindruck von Pomp und Pracht im Privatbad, wie es Ende des 19. Jahrhunderts den „oberen Zehntausend“ vorbehalten war. Im Laufe der Zeit wechselte aus hygienischen Gründen der Standort der Wannen nach und nach vom Schlaf- und Ankleidezimmer in eigens geschaffene Räume, in denen dann auch die Toilette untergebracht wurde.
Mit seiner historischen Sammlung zeigt das Museum nicht nur die Glanzseiten der Badgeschichte. Das Gros der Bevölkerung begnügte sich noch Anfang des 20. Jahrhunderts mit dem wöchentlichen Bad in der Gemeinschaftswaschküche. Die Entwicklung in den Jahren nach dem Zweiten Weltkrieg belegen ein Plattenbaubad sowie Bäder aus den 1950er, 1960er und 1970er Jahren. Beim Rundgang durch die Errungenschaften der Sanitärtechnik entdecken Besucher auch moderne Klassiker, einige davon Hansgrohe-Produkte, z. B. die erste verstellbare Handbrause „Selecta“ sowie die erste farbige Armatur „Uno“, die 1986 mit dem iF Designpreis ausgezeichnet wurde. In jüngster Zeit hat sich der französische Designer Philippe Starck mit dem Thema Bad auseinandergesetzt.